# Pleszczykowate
Pleszczykowate (Stylopidae) – rodzina wachlarzoskrzydłych.
Podrodzina  Paraxeninae Kinzelbach, 1971

- Paraxenos Saunders, 1872

Podrodzina Stylopinae Kirby, 1813

- Crawfordia Pierce, 1908
- Eurystylops Bohart, 1943
- Halictoxenos Pierce, 1908
- Hylecthrus Saunders, 1850
- Melittostylops Kinzelbach, 1971
- Pleszczyk Stylops Kirby, 1802

Podrodzina Xeninae Saunders, 1872

- Tężniczek Xenos Rossi, 1793
- Pseudoxenos Saunders, 1872